# 山崎升
山崎 升（やまざき のぼる、1921年（大正10年）3月31日 - ）は日本の化学者（高分子工学）。工学博士。東京工業大学名誉教授。東京市赤坂区青山北町（現東京都港区北青山）で誕生。名前の英文表記： Noboru Yamazaki

## 人物
30数年の永きにわたり、ゴム及びその関連高分子材料の合成と応用を中心に多彩な研究を展開してきた。独創的な方法でイオン重合反応や高エネルギー化合物を用いる重縮合反応による新たなポリマー生成を実現した。研究領域は電解開始イオン重合反応、高エネルギー化合物を用いる重縮合反応、ゴムの硫黄加硫反応、分子複合材料、有機・無機複合高分子材料の他に免震用弾性構造材料などに及ぶ。教育のみならず研究面においてもゴムの科学と技術進歩に多大な寄与をなしたが、それに加え多くの関係学会の社会的活動において多岐にわたる重要な役割を果たした。更には国際交流にも高い関心を寄せ、長期にわたり国際的なゴム技術組織に参加し、日本代表として先駆的な役割を果たした。高分子科学の関連学会や産業の発展に尽力した。

### 科学的業績および社会的貢献
1. 科学的業績において、電解開始イオン重合反応や高エネルギー化合物を用いる重縮合反応による新たな重合体生成方法を発見した。ゴムの加硫反応に関する新しい知見などで業績を挙げた。特にゴム化学の基礎と応用に関する研究の発展過程で見出した多くの新規な高分子合成法や機能性材料の開発などの成果があり、いずれもその内容は注目されている。それらの研究成果は140編を超える論文、更には多くの総説や著書に詳しく、国の内外で高い評価を得ている。30件の日本および海外での特許権を有し、約200件の研究発表を行っている。主な業績は次の通り。
(1)重縮合分野
  - チグラー触媒によるイソプレンの重合。チグラー触媒によるジエンーオレフィンおよびオレフィンー極性ビニルモノマーの共重合。アルキル亜リン酸を触媒とするジカルボン酸や炭酸ガスとジアミンから高分子量の重合物であるポリアミドやポリ尿素の合成。

(2)ゴムの加硫反応および環状ポリスルフィド類合成などの分野
  - ゴムの加硫反応に関する新しい知見。環状ポリスルフィド類の合成と応用。リン酸エステルによるスチレン誘導体の選択的共二量化反応。
2. 学究的研究に加えて、専門学会や協会などの社会的活動において多大な貢献をした。特に高分子学会および日本ゴム協会における活動で重要な役割を果たした。日本ゴム協会では1975年～1981年の間副会長を務め、1985年には会長に就任した。高分子学会では1980年～1982年の間副会長に就任した。同学会理事（1972年～1984年）を歴任し1984年以降は評議員を務める。
3. 国際交流に高い関心と深い理解を示し、長期にわたり国際的なゴム技術組織の日本代表として先駆的な役割を果たした。1977年にアメリカのオハイオ州アクロンで開催された第1回日米エラストマー会議では、共同議長（組織委員長）を務めた。長年にわたり国際ゴム技術会議（IRC、本部はロンドン）の日本代表委員を務め、1985年～1986年の間は議長に就任した。また1985年に京都で開催された国際ゴム技術会議（IRC 85 Kyoto）では組織委員長として活躍した。アメリカ化学会（ACS）では高分子部会の国際委員会委員を長期にわたり務めた。

### 社会的活動（主な団体および役職）
- 日本ゴム協会会長：1985年（昭和60年）5月 - 1986年（昭和61年）5月。副会長（1975年 - 1981年）。同協会の現名誉会員。その他に免震用積層ゴム委員会委員長などを歴任。
- 高分子学会副会長：1980年（昭和55年）5月 - 1982年（昭和57年）5月。同学会の現評議員。その他に反応工学委員会（1965年 - 1972年）、二酸化炭素の化学的利用委員会（1974年 - 1976年）、教育委員会（1976年 - 1978年）および企画委員会（1974年 - 1976年）の各委員長、プログラム委員会委員などを歴任。
- 国際ゴム技術会議（IRC）議長:1985年 - 1986年。日本代表委員に任命（1970年 - 1985年）。
- 日本免震構造協会評議員：1994年（平成6年）同協会理事に就任し、1995年（平成7年）5月より評議員。
- 学術文献普及会理事長：1999年（平成11年）4月 - 2005年（平成17年）6月。同普及会の現名誉理事長。
- 日本化学会：会員。
- アメリカ化学会（ACS）：会員として高分子部会およびゴム部会に所属。国際委員会委員に任命され、同委員を約10年間続けた。

### 顕彰
- 1982年、高分子学会より高分子科学功績賞を受賞。
- 1990年、日本化学会と日本ゴム協会との共同の賞であるオーエンスレーガー賞[1]を受賞。
- 1998年、日本人として初めて国際ゴム技術会議機構（IRCO） よりIRCOメダル  を受賞。

### 趣味
趣味は多岐にわたり若い頃は野球、ゴルフ、テニス、サッカーなどをして楽しんだ。60歳より始めたヨーガを日課とする。読書は特に歴史と美術を中心に東洋と西洋の比較論を好む。国内外の旅行と訪問地の人々との対話を楽しみとしている。日本や世界の社会経済動向にも日々深い関心を寄せる。自宅や別荘の設計に端を発した建築設計も趣味に加わり、現在、免震建築用構造材料の研究グループに属する。

### 系譜・家族
祖父は日本鋳鋼所創設者の山崎久太郎。父は理学博士で東京工業試験所部長（技師）を経て、山梨高等工業学校（現山梨大学工学部）初代校長を務めた山崎甚五郎。妻は佐鳥電機創設者佐鳥仁左の娘佐鳥信子。

## 年譜
- 1921年（大正10年）：3月、東京市赤坂区青山北町6丁目（現東京都港区北青山3丁目）で山崎甚五郎と母隆（タカ）との間に四男として誕生。3人の兄と2人の姉妹がいる。父甚五郎は祖父山崎久太郎の娘婿で、母は久太郎の娘。
- 1927年（昭和2年）：6月、山梨高等工業学校（現山梨大学工学部）初代校長の職にあった父甚五郎が病気により45歳で早世。母隆も3年後、1930年（昭和5年）5月に亡くなった。父母亡き後は、東京市赤坂区（現東京都港区）青山北町の祖父山崎久太郎の下で育てられた。父は前職の東京工業試験所技師であった時に、溶融アルミニウム塩の電解反応によるアルミナの製造研究に取り組んでいた。父の電解の基本的アイデアは、後に四男升に受け継がれ、山崎升が最初に大学で行った他に類例を見ない研究の基礎ともなった。
- 1933年（昭和8年）：3月、東京高等師範学校（後の東京教育大学を経て現筑波大学）附属小学校（現筑波大学附属小学校）を卒業。
- 1938年（昭和13年）：3月、東京高等師範学校附属中学校（現筑波大学附属中学校・高等学校）を卒業。幼少時からの特別な教育により、英語やドイツ語、フランス語などの会話はかなりな水準に達した。
- 1942年（昭和17年）：9月、戦時による修業年限短縮で静岡高等学校 (旧制)（現静岡大学）を卒業。同年、東京工業大学に入学。在学中、神原周助教授の講義「有機化学工業概論」などを通して有機化学の発展研究などに強い関心を寄せた。その他の先生からも深い感銘と影響を受けた。永海佐一郎先生から無機化学の考え方を、星野敏雄先生から有機化学を学ぶ楽しさを、金丸競先生から難解であった高分子化学の真髄をそれぞれ学んだ。
- 1942年（昭和17年）：9月、亡き父母に代わり生活面や精神面で大きな支柱となっていた祖父山崎久太郎が死去。78歳。
- 1945年（昭和20年）：9月、東京工業大学応用化学科を卒業。同大学院へ進学し、ゴム研とも称された応用化学科神原周研究室に所属。ゴム研ではゴム技術の中で最も重要な工程である加硫工程（反応）について基礎科学的な解明を行うこととし、5つのテーマ別に担当者が割り当てられ研究が進められた。山崎は炭化水素化合物の加硫反応についての熱力学的計算による研究に取り組んだ。しかしながら終戦直後のため電力、給水に加え食料などが不足し、実験用ガラス器具や化学薬品は殆どない困難な状況からのスタートであった。
- 1946年（昭和21年）：6月、東京工業大学の工学部応用化学科助手に任命。東京工業大学資源化学研究所に所属。
- 1948年（昭和23年）：佐鳥信子（佐鳥電機株式会社創業者で会長佐鳥仁左の娘）と結婚。一人息子山崎隆太郎には3人の子供がいる。
- 1952年（昭和27年）：山崎は神原研究室の主要テーマである配位触媒によるオレフィンおよびジエン類の重合反応に参加した。神原教授はこの年より2年間の予定で、戦後最初の文部省海外派遣留学生としてアメリカに渡った。アメリカではブルックリン・ポリテク・インスティテューツ（Polytechnic Institute of Brooklyn、現・Polytechnic Institute of New York University）のマルク（H. F. Mark）教授やアクロン大学（University of Akron）のモートン（M. Morton）教授の下で最先端の研究に従事した。
- 1955年（昭和30年）：この年、アメリカ政府は第二次世界大戦中に戦略物資として統制した民間合成ゴム工業の制限を解除した。これに伴いアメリカの民間企業間で激しい競争が始まり合成ゴム技術が急速に発展した。通産省（現・経産省）はアメリカおよびヨーロッパに合成ゴム工業調査団（団長は協和発酵の加藤辨三郎）を派遣することとなり、2年間の留学終了間際であった神原も急遽この調査団に加わった。
- 1957年（昭和32年）：合成ゴム製造事業特別処置法（1957年6月施行）に基づき日本合成ゴム （現JSR） が国策で設立され、1959年以降、外資を受け入れ設立された日本ゼオンとともに合成ゴムの生産が開始された。四日市や鹿島、水島などに石油化学コンビナートが作られ始め、これ以降ポリオレフィン、合成ゴムおよび化学繊維などの高分子関連工業が一時に開花した時期を迎えた。
- 1958年（昭和33年）：神原教授の下で山崎升は池田朔次とともにチーグラー・ナッタ触媒によるシス-1,4-ポリイソプレンの合成に成功した。イソプレンの構造式は天然ゴムと同じポリイソプレン構造で、イソプレンを重合して天然ゴムと同一構造の合成ゴムを作ることは、長い間日本の化学者の夢であった。シス-1,4-ポリイソプレン（高シス-イソプレンゴム）は分子が立体的に結合しているステレオラバーの一つである。
- 1961年（昭和36年）：7月、有機金属触媒によるイソプレン系合成ゴムの研究に基づき学位請求を行い、東京工業大学より工学博士の学位を授与。この頃、独創的なデザインで工夫を凝らした自宅を新築し引っ越した。世田谷区の旧大山街道沿いで国分寺崖線上の高台に位置し、眼下を流れる多摩川や遠くに富士山、丹沢山地の眺望を有す。
- 1962年（昭和37年）：新進気鋭の研究者であった山崎升は植松市太郎とともに海外動向や最先端の研究を見据えた研究体制作りの提言を学内で行った。これを基礎として、東京工業大学では高分子工学科が6完全講座編成（教授1名、助教授1名、助手2名、技術員1名）で開設された。
- 1965年（昭和40年）：2月、東京工業大学の工学部高分子工学科助教授に任命。山崎自身で研究室を持ち、独創性に富んだ電解開始重合反応の研究を始めた。
- 1968年（昭和43年）：『Journal of Macromolecular Science』誌上に、電解開始イオン重合反応に関する論文 『Electroinitiated Anionic Polymerization of Vinyl Monomers』を中浜精一と共に発表。
- 1970年（昭和45年）：この頃、国際ゴム技術会議委員会（International Rubber Conference Committee, IRCC、本部ロンドン）委員となり日本代表に就任。以後1985年まで15年間にわたり日本代表を務めた。この年、京都で国際化学会連合（International Union of Pure and Applied Chemistry, IUPAC）高分子会議が開催され組織運営に参画した。
- 1971年（昭和46年）：特別な触媒を用いる合成有機化学について新しい方向の研究を始めた。この研究を通しアルキル亜リン酸を触媒とするジカルボン酸とジアミンからポリアミドを合成することに成功した。当時いくつかの研究室ではポリリン酸を用いて低分子量の重合物を得ていたが、アルキル亜リン酸を用いると高分子量の重合物が得られる。従来のものに比べ最も温和な条件でしかも最も収率よくポリアミドやポリイミドを作る技術であった。なお産業界からの技術的要求は厳しく、経済性などの観点から更なる改善の道が求められた。
- 1973年（昭和48年）：6月、ソビエト連邦科学アカデミー（現ロシア科学アカデミー）の招待によりモスクワ大学およびレニングラード科学研究所で 講演を行った。
- 1974年（昭和49年）：山崎は、東福次とともに亜リン酸エステル-ピリジンを用いるポリアミドおよびポリ尿素の合成に成功した。
- 1975年（昭和50年）：5月、日本ゴム協会副会長に就任。1981年までの間、同職を重任。
- 1975年（昭和50年）：アジアにおける最初の国際ゴム技術会議（International Rubber Conference, IRC）が先ず東京で開催され、引き続き天然ゴム研究で長い歴史を有するマレーシアのクアラルンプールでも共同開催された。日本側組織委員長は神原周で、山崎はプログラム委員長を担当。同会議に出席した山崎ら日本代表は、10年後（1985年）の開催候補地を日本とする提案を各国より受け、後に日本ゴム協会が開催地受け入れを正式承認した。
- 1976年（昭和51年）：4月、アメリカ化学会（American Chemical Society, ACS）ポリマー部門の招待によりニューヨークのACS100周年記念総会で講演した。
- 1976年（昭和51年）：8月、東京工業大学教授に任命。
- 1977年（昭和52年）：第1回日米エラストマー会議（日米弾性体シンポジウム、後にInternational Seminar on Elastomers, ISEに発展）がアメリカのオハイオ州アクロンにて開催された。山崎升は日本側共同議長（組織委員長）を務めた。米国側共同議長（組織委員長）は州立アクロン大学ゴム研究所長モートン（M. Morton）教授。同会議は、日本学術振興会および米国国立科学財団（National Science Foundation, NSF）の両機関の一致した承認の下に開催された。アクロンはアメリカのゴム産業発祥地であり、グッドイヤーやファイアストン、BFグッドリッチに代表される有力なゴム関連企業や研究所、高分子科学で評価の高いオハイオ州立アクロン大学などが集中。
- 1978年（昭和53年）：文部省（現・文科省）の海外交流教授制度に基づきメキシコ大学の客員教授に任命され、2週間派遣された。
- 1980年（昭和55年）：海外交流教授制度に基づきルーマニアのヤシにある高分子科学研究所の客員教授に任命され派遣された。
- 1980年（昭和55年）：5月、高分子学会副会長に就任。
- 1981年（昭和56年）：3月、東京工業大学を停年退官。38年間にわたり学生生活や教育、研究生活をともにした同大学を離れた。
- 1981年（昭和56年）：4月、神奈川歯科大学教授に就任。
- 1982年（昭和57年）：高分子学会（公益社団法人）より高分子科学功績賞を受賞。新しい高分子合成法の開発について顕著な業績が評価された。
- 1985年（昭和60年）：5月、日本ゴム協会会長に就任。
- 1985年（昭和60年）：10月、国際ゴム技術会議（IRC 85 Kyoto）が国立京都国際会館にて開催され、山崎は同会議の組織委員長を務めた。海外からの参加者は161名。国際ゴム技術会議委員会 （IRCC）は、今回の主催国代表である日本ゴム協会会長山崎升を同技術会議委員会の委員長（1985年-1986年）に指名。
- 1985年（昭和60年）：10月、第2回日米エラストマー会議（後にInternational Seminar on Elastomers, ISEに発展）が神奈川県伊東市川奈で開催された。第1回会議の共同議長を務めた日本ゴム協会会長の山崎は今回の日本側共同議長（組織委員長）を東北大学理工学部教授村上謙吉に委ねた。アメリカ側共同議長（組織委員長）はアクロン大学ホワイト（J. L. White）教授。なお第3回日米エラストマー会議も村上が日本側議長を務め、1988年10月、オハイオ州アクロンで開催された。山崎は引き続き村上を支援したが、山崎の将来の夢はエラストマー会議の参加国を日米両国に限定せず、広く中国や韓国、マレーシアなどアジア諸国を勧誘して大きな国際会議に発展させることであった。
- 1986年（昭和61年）：5月、山崎は日本ゴム協会会長として韓国ゴム学会に招かれ、ソウルで開催された創立20周年記念大会に来賓として出席した。
- 1987年（昭和62年）：日本ゴム協会内に免震ゴム利用技術委員会が設置され、山崎が委員長に就任。翌1988年、同委員会は建築構造設計者にも分かるゴム劣化の考え方の解説書として「免震構造用積層ゴム支承の寿命と信頼性」を刊行した。
- 1988年（昭和63年）：3月、神奈川歯科大学を停年退職。
- 1990年（平成2年）：4月、日本化学会と日本ゴム協会との共同の賞である第17回オーエンスレーガー賞を受賞。対象となった研究業績はゴム及び関連化合物の合成とその応用。受賞理由は以下のとおり。山崎升氏は30数年にわたりゴム及びその関連高分子材料の合成と応用を中心に独創性に富む多彩な研究を展開した。その成果は140編を超える論文、更には多くの総説や著書に詳しく、国の内外で高い評価を得ている。例えば（1）チグラー触媒によるイソプレンの重合、（2）チグラー触媒によるジエンーオレフィンおよびオレフィンー極性ビニルモノマーの共重合、（3）ゴムの加硫反応に関する新しい知見、（4）環状ポリスルフィド類の合成と応用、（5）リン酸エステルによるスチレン誘導体の選択的共二量化反応,などの業績の他に、ゴム化学の基礎と応用に関する研究の発展過程で見出した多くの新規な高分子合成法や機能性材料の開発などがあり、いずれもその内容は注目されている。以上のように、山崎升氏の研究成果はゴムの科学と技術の進歩に多くの寄与をなしたが、このような貢献に加えて、日本ゴム協会の副会長や会長の歴任、更には1985年度の国際ゴム技術会議組織委員長を務めるなど学界と業界に尽力した功績も大きい[2]
- 1990年（平成2年）：4月、日本ゴム協会のゴム技術フォーラム代表として第3回公開フォーラムを開催。山崎は、ゴム工業の再生発展のためには、大きな世界の体制や構造変化に対応するための質の高い技術情報、とりわけ技術以外の社会・経済を含めた情報収集が必要不可欠で極めて重要であることを強く訴えた。
- 1990年（平成2年）：10月、第4回国際エラストマーセミナーが福岡県久留米市（久留米リサーチ・パーク）で開催され、8カ国（チェコ、ドイツ、ハンガリア、日本、韓国、アメリカ、イギリス、マレーシア）の代表（109名）が参加した。これは、1977年に山崎とオハイオ州立アクロン大学ゴム研究所長モートン（M. Morton）教授とのイニシアチブにより開始された『日米エラストマー会議』が回を重ねるにしたがって拡大し、山崎が望んだ通り二国間から多国間の会議体に発展し引き継がれたものである。この回より『国際エラストマーセミナー』（International Seminar on Elastomers, ISE）[3]が正式名称となり、ほぼ2年ごとに日米以外でも開催されるようになった。 なお開催地の久留米市はブリヂストン創業の地であり、同社久留米工場が所在。
- 1991年（平成3年）：東京で開催された国際免震構造シンポジウムにおいて、1889年にオーストラリアのメルボルン市の鉄道高架橋に振動騒音対策用の構造材として挿入されたゴム板が現在でも十分に作動していることを検証し、ゴム材料の長寿命とその良好な作用性を実証した。
- 1992年（平成4年）：韓国慶州市にて開催された日韓ゴム技術シンポジウムの共同議長を務めた。
- 1995年（平成7年）：5月、日本免震構造協会（社団法人）評議員に選任。前年（1994年）理事に就任。
- 1995年（平成7年）：10月、国際ゴム技術会議（IRC 95 Kobe）が神戸で開催された。ソ連崩壊後の心配されたモスクワでの国際ゴム技術会議（IRC 94 Moscow）開催との関係とバブル崩壊後の財政難などから一時は日本での開催が危ぶまれた会議であったが、日本ゴム協会の山崎らの強力な後押しにより予定通りの開催を決めた。その後同年1月、阪神・淡路大震災に見舞われたが、関係者の必死の努力により神戸開催に至る困難が克服された。山崎は免震ゴム特別セッションの準備委員長を務めた[4]。
- 1998年（平成10年）：国際ゴム技術会議機構（International Rubber Conference Organisation, IRCO） よりIRCOメダル  を受賞。同賞は1994年に創設され、山崎はイギリス、フランス、アメリカ、スウェーデンの化学者に次いで5人目、日本人としては最初の受賞者。山崎の科学的業績に加え永年にわたる国際交流の実績や取り組みが国際的に高く評価され、メダル授与が認められた。
- 1999年（平成11年）：学術文献普及会（財団法人）の理事長に就任。現名誉理事長。
- 2008年（平成20年）：5月、日本ゴム協会80周年記念年次大会で「日本ゴム協会80年の歩み」について特別講演を行った。

## その他著作・論文等
- Noboru Yamazaki, Taro Suminoe, Shu Kambara,. "Kinetic studies of isoprene polymerization with several ziegler type catalysts." Die Makromolekulare Chemie. 1963
- 山崎升、「ステレオラバーの重合について」 『日本ゴム協会誌』 1963年 36巻 10号 p.877-882, doi:10.2324/gomu.36.877
- 『ステレオラバー』 日刊工業技術選書〈52〉 著者：山崎 升他、出版：日刊工業新聞社、1963年刊
- 山崎升, 中浜精一、「電解重合」 『高分子』 1964年 13巻 10号 p.804-807, doi:10.1295/kobunshi.13.804
- 論文 『Electroinitiated Anionic Polymerization of Vinyl Monomers』 著者：Noboru Yamazaki, Itsuro Tanaka, Seiichi Nakahama（中浜精一）、掲載誌『Journal of Macromolecular Science』Part A - Chemistry 第2巻第6号、1968年刊
- 『重合の反応工学』 編者：山崎升、出版：化学同人、1968年刊
- 論文 『Polycondensation of Amino Acids by Means of Diphenyl Phosphite in the Presence of Pyridine』 著者：Noboru Yamazaki, Fukuji Higashi（東福次）、掲載誌『Makromolekulare Chemie』第175巻第6号、1974年刊
- 山崎升, 東福次、「高エネルギー化合物とその高分子合成への応用」 『高分子』 1974年 23巻 7号 p.508-513, doi:10.1295/kobunshi.23.508
- 『Organic and Bioorganic Chemistry of Carbon Dioxide』 著者： Shohei Inoue, Noboru Yamazaki、出版：Kodansha、1981年刊
- 総説 『New Condensation Polymerization by Means of Phosphorous Compounds』 著者： Noboru Yamazaki, Fukuji Higashi（東福次）、掲載誌『Advances in Polymer Science』 出版：Springer-Verlag Berlin, Heidelberg, New York、1981年刊